# M19対空自走砲
M19対空自走砲（英語：M19 Gun Motor Carriage）は、アメリカ合衆国の自走式対空砲。

## 概要
アメリカ陸軍は第二次世界大戦開戦後、ヨーロッパでの戦訓から機甲部隊に随伴可能な対空自走砲が必要として、M3ハーフトラックの車体を用いたM15A1対空自走砲やM16対空自走砲を実用化した。さらに1942年からはM5軽戦車の車体を用いた対空自走砲を試作したが、1943年にはより高性能なM24軽戦車の開発が軌道に乗り、これを共通車体として各種自走砲を開発する「ライト・コンバット・チーム」構想ができ、対空自走砲もM24の車体を用いることとなった。そして、試作されたものがT65E1で、エンジン室を中央に移動させて後部にオープントップ式の砲塔を持ち、連装の40mm機関砲M2を装備、機関砲弾は砲塔に336発搭載した。
他の軽戦車改造の自走砲と同様、開発時、また、試験時には「搭載弾薬が少ない」ことが問題とされたが、この点についてはそれらと同様に予備弾薬を搭載したトレーラーを牽引することで解決するとされた。
若干の改良の後、M19 GMC（Gun Motor Carriage）として制式化され、キャデラック社とマッセイ・ハリス社に合計904両発注されたが、第二次大戦終戦までに完成したのは285両だった。生産後、多くが補助発電機を搭載し、無線機を新型に換装したM19A1に改良された。
その後、朝鮮戦争で使用され、M24が導入されたいくつかの国には他のM24の派生型と共に供与された。日本の陸上自衛隊にも1953年より35両が供与され、1979年まで使用された。

## ギャラリー

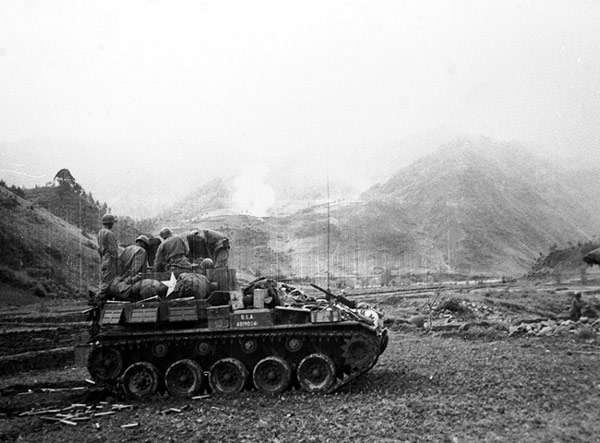
朝鮮戦争において共産軍を攻撃するアメリカ第3師団所属のM19
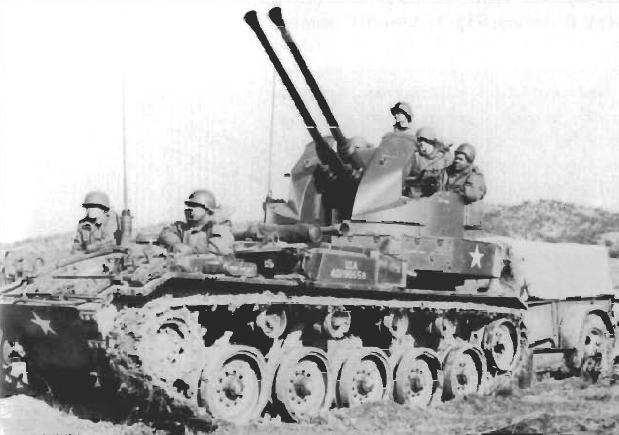
1950年撮影のM19 予備弾薬を搭載した1トントレーラーを牽引している
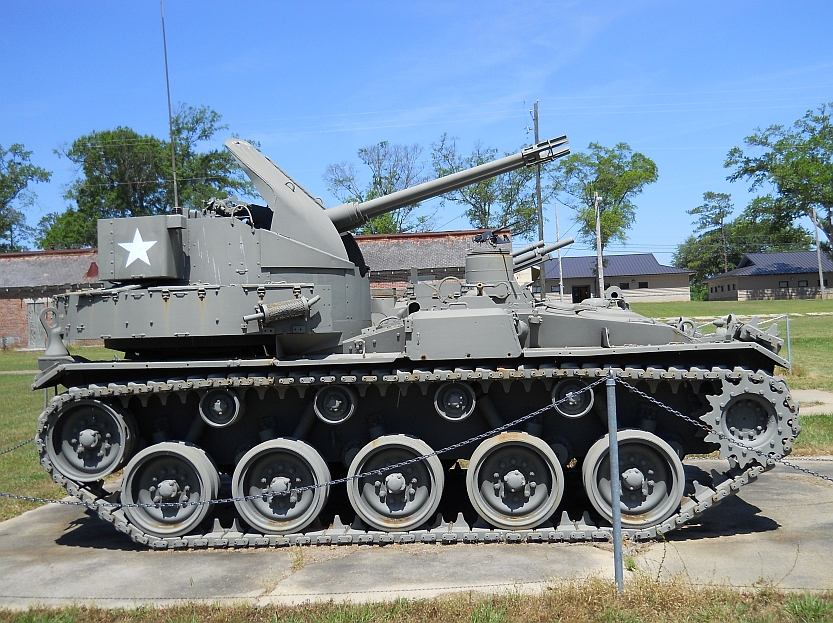
右側面からのM19 砲塔が車体後部にあることがわかる

## 登場作品

### ゲーム
『R.U.S.E.』
アメリカの対空戦車として登場。
『War Thunder』
アメリカの対空戦車として登場。アップデートDirect Hitで日本ツリーにもM19が追加された。